# Luis Benítez de Lugo
Luis Juan Francisco Benítez de Lugo y Ascanio Enrich, x marqués de la Florida (Madrid, 10 de marzo de 1916-Las Palmas de Gran Canaria, 21 de diciembre de 2008), fue un deportista español, presidente de varias federaciones deportivas nacionales y del Atlético de Madrid entre 1952 y 1955. Presidió la Confederación Nacional de Excombatientes.

## Biografía
Nacido en Madrid, el 10 de marzo de 1916, hijo de Luis Benítez de Lugo y Brier, viii marqués de la Florida, y de su mujer Juana de Jesús de Ascanio y García, la suya era una familia de ascendencia canaria en posesión de varios títulos nobiliarios, entre otros, y desde 1685 el marquesado de la Florida. 
Luis Benítez de Lugo comenzó sus estudios de derecho, pero al comenzar la guerra civil su militancia en Falange le hizo refugiarse en la embajada de Francia y, tras huir de Madrid, a incorporarse al bando sublevado, en el que luchó como alférez provisional. Sufrió heridas en las batallas de Teruel y del Ebro, obteniendo diversas condecoraciones.
El 5 de junio de 1937 se casó con María del Rosario Massieu y Fernández del Campo, iii marquesa de Arucas (Las Palmas de Gran Canaria, 22 de enero de 1917-Las Palmas de Gran Canaria, 6 de junio de 2003).
En 1961 ingresa en la Asociación de Hidalgos a Fuero de España.
Destacó en la práctica deportiva. Fue un notable tenista, campeón de la Copa del Rey de este deporte en 1946 y 1947. Presidió un total de 17 Federaciones Nacionales, entre ellas la de Natación (1968-1972), lo que le llevó a obtener una medalla de plata de la Real Orden del Mérito Deportivo.
En las elecciones celebradas el 16 de junio de 1952 a la presidencia del Atlético de Madrid, venció a quien había ostentado el cargo desde 1947, Cesáreo Galíndez, de cuya directiva había formado parte como tesorero.
El 20 de mayo de 1955, tras un enfrentamiento con la Delegación Nacional de Educación Física y Deportes, por su intención de llevar al equipo a una gira por América para recaudar fondos con la oposición gubernamental, fue cesado como presidente, reemplazándole al frente del club Jesús Suevos.
El semanario de información Sábado Gráfico informaba en febrero de 1958, con ilustraciones fotográficas, que presidía una sociedad constituida para la creación de un complejo turístico en pleno centro de la Costa Brava, concretamente en Pola Giverola sobre una zona de tres playas, proyectando un puerto deportivo bajo la dirección de los arquitectos españoles Emiliano Castro y Raúl Martín y el suizo Marc Saugey. Así surgiría un nuevo pueblo costero turístico en costa gerundense con una inversión española del 60 por ciento y el restante cuarenta de procedencia suiza.
Fue presidente de la Hermandad Nacional de Alféreces Provisionales.

## Familia
Fueron hijos e hijas de su matrimonio: 
- Luis Felipe Benítez de Lugo y Massieu (Islas Canarias, 2 de julio de 1938), XIX Marqués de Lanzarote, XI marqués de la Florida, V Marqués de Arucas, con descendencia.
- María del Carmen Benítez de Lugo y Massieu, casada con el primo-hermano de su cuñado Alejandro del Castillo y Bravo de Laguna (Islas Canarias, 16 de diciembre de 1928), IX conde de la Vega Grande de Guadalupe, con descendencia.
- María del Rosario Benítez de Lugo y Massieu, IV marquesa de Arucas, casada con el primo-hermano de su cuñado Juan Antonio del Río y Bravo de Laguna, con descendencia.
- Juan José Benítez de Lugo y Massieu, casado con Beatriz Risueño y Olarte, con descendencia.
- Francisco de Borja Benítez de Lugo y Massieu, exmarido de Elsa Kaehler y Romero, fruto de la relación entre ambos nacieron dos hijas.